# Sirpa Hannele Ihanus

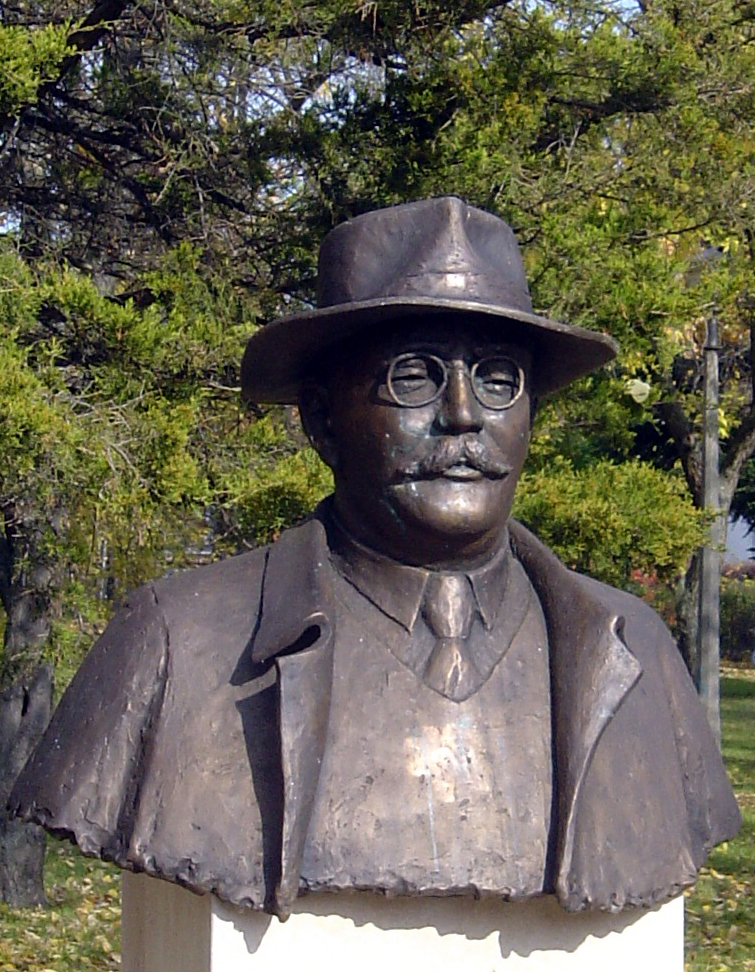
Nagy Imre mellszobra Mátészalkán, 2006

Sirpa Hannele Ihanus (Tuupovaara, Finnország, 1959. január 9. –) finn-magyar szobrász.
1987 óta Magyarországon, Mátészalkán él és dolgozik. Férje Bíró Lajos szobrász.
Tagja a magyar Alkotóművészek Országos Egyesületének, a Magyar Papír Művészeti Társaságnak és a Magyar Képző- és Iparművészek Szövetségének. Fával és bronzzal egyaránt dolgozik. Monumentális szobrászati tevékenysége mellett leginkább kisplasztikákkal jelentkezik. Elvont struktúrákat és formavilágot tükröző szobrászatára a viking művészet hatott. Bronz objektjei sajátos harmóniát sugároznak.

## Tanulmányai
- 1978-79: szabad művészeti iskola, Helsinki;
- 1979-82: Kankaanpää-i Művészeti Iskola;
- 1985-86: Magyar Képzőművészeti Főiskola, figurális szobrászat.

## Díjai
- 1982: Kankaanpää Főiskola díja;
- 1985, 1987: Tampere város ösztöndíja;
- 1989: Szabolcs-Szatmár-Bereg megyei Téli Tárlat díja;
- 1990: Karélia Kultúrájáért díj; 1991: Fiatal Képzőművészek Stúdiója-ösztöndíj; Zempléni Nyári Tárlat díja;
- 1994: Országos Faszobrászati kiállítás, Somogy megye Közgyűlésének díja; Megyei Őszi Tárlat, a Magyar Alkotóművészek Országos Egyesületének díja;
- 1997: Szabolcs-Szatmár-Bereg megyei Őszi Tárlat díja; XV. Országos Kisplasztikai Biennálé, Biennálé-díj, Pécs;
- 1998: Debreceni Országos Nyári Tárlat Nívódíja, Debrecen; Országos Szobrászrajz kiállítás díja;
- 2000: A 24. Sóstói Nemzetközi Éremművészeti és Kisplasztikai Alkotótelep fődíja.

## Egyéni kiállítások
1984 • Mältinranta G., Tampere (FIN)
1985 • Ullakko G., Tuupovaara (FIN) • Artteli G., Joensuu (FIN)
1987 • Maailma G., Tampere (FIN)
1989 • Paál Gy. Terem, Nyíregyháza • Művelődési Ház, Mátészalka
1990 • Saskia G., Tampere (FIN) • Syp Bank, Joensuu (FIN) • Vintti G., Ilomantsi (FIN)
1991 • Stúdió Galéria, Budapest • Városi Galéria, Nyíregyháza.

## Válogatott csoportos kiállítások
- 1983 • Skyl kiállítás, Múzeum, Pori (FIN)
- 1987 • Tokaj Galéria, Tokaj
- 1989 • Szabolcs-Szatmár-Beregi Téli Tárlat, Pál Gy. Terem, Nyíregyháza
- 1990 • 20. Salgótarjáni Tavaszi Tárlat, Nógrádi Történeti Múzeum, Salgótarján
- 1991 • Szabolcs-Szatmár-Bereg Megyei Képző- és Iparművészek Kiállítása, Körmöcbánya • Nagybánya • Stúdió '91, Magyar Nemzeti Galéria, *Budapest
- 1992 • 1. Országos Faszobrászati kiállítás, Nagyatád • Stúdió '92, Ernst Múzeum, Budapest
- 1994 • 3. Országos Faszobrászati kiállítás, Nagyatád • Megyei Őszi Tárlat, Nyíregyháza
- 1995 • X. Országos Éremművészeti Biennálé, Sopron • Helyzetkép/Magyar Szobrászat, Műcsarnok, Budapest • XVI. Országos Kisplasztikai Biennálé, Pécsi Galéria, Pécs • Hatvani Portrébiennálé, Hatvan
- 1996 • 7 Nő Művész, Újpest Galéria, Budapest • Őszi Tárlat, Városi Galéria, Nyíregyháza • Merített Papír kiállítás, Kaposvár
- 1997 • Magyar Szalon '97, Műcsarnok, Budapest • XV. Országos Kisplasztikai Biennálé, Pécs
- 1998 • V. Országos Szobrászrajz Biennálé, Pest Center
- 1999 • I. Országos Papírművészeti kiállítás, Kaposvár
- 2000 • A 24. Sóstói Nemzetközi Éremművészeti és Kisplasztikai Alkotótelep zárókiállítása, Nyíregyháza
- 2001 • Szobrászaton innen és túl, Műcsarnok, Budapest • XVII. Országos Kisplasztikai Biennálé, Pécs.

## Köztéri művei
- 1985 - Hilkka Kuusela újságíró portréja - Ilomantsi, Finnország
- 1994 - Díszkút - Mátészalka
- 1996 - Turul - Nagyecsed
- 1997 - Expansion - Mátészalka
- 2005 - Alpár Ignác - Nyíregyháza
- 2006 - Nagy Imre - Mátészalka